# Güdəcühür
Güdəcühür è un comune dell'Azerbaigian situato nel distretto di Sabirabad. Conta una popolazione di 1 691 abitanti.